# Либеркнехт, Кристина
Кристина Либеркнехт (нем. Christine Lieberknecht; род. 7 мая 1958, Веймар, Эрфурт) — государственный и политический деятель Германии. Член Христианско-демократического союза Германии (ХДС). С 2009 по 2014 год занимала должность премьер-министра Тюрингии. Стала первой женщиной, ставшей главой правительства в Тюрингии, и второй женщиной во главе одной из земель Германии.

## Биография
Является старшей из четырех братьев и сестер. Её отец был протестантско-лютеранским пастором. После окончания учебы в 1976 году изучала протестантское богословие в Йенском университете имени Фридриха Шиллера в Йене: в 1982 году сдала первый теологический экзамен и получила викариатство с Евангелическо-лютеранской церковью Тюрингии. В 1984 году сдала второй богословский экзамен, а с 1984 по 1990 год была пастором церковного округа Веймара.
Стала сопредседателем национальных съездов ХДС в Дюссельдорфе (2004 год), Ганновере (2007 год), Карлсруэ (2010 год) и в Берлине (2014 год). После службы:
С 1990 по 1992 год была министром образования и культуры Тюрингии. С 1992 по 1994 год министр Тюрингии по федеральным и европейским делам. С 1994 по 1999 год министр по федеральным делам Тюрингии в Государственной канцелярии. С 1999 по 2004 год спикер парламента Тюрингии. С 2004 по 2008 год Председатель фракции ХДС в парламенте Тюрингии. С 2008 по 2009 год министр социальных дел, семьи и здравоохранения Тюрингии.
С 2009 по 2014 год была 4-м премьер-министром земли Тюрингии и занимала должность председателя партии ХДС в Тюрингии с 2009 по 2014 год. С 1991 года представляет избирательный округ Weimarer Land II в ландтаге Тюрингии.
В 2012 году была делегатом ХДС в Федеральном собрании с целью избрания президента Германии, а также в 2017 и 2022 годах.
В 2019 году Федеральное министерство внутренних дел и родины Германии назначило Кристину Либеркнехт членом комитета, курировавшего подготовку к 30-летию объединения Германии.

## Прочая деятельность
- Член правления Федерального фонда изучения коммунистической диктатуры в Восточной Германии (с 2016 года);
- Член попечительского совета Германского фонда детей и молодежи (с 2010 года);
- Член попечительного совета Немецкого музея (с 2009 года);
- Член Комитета по общественному порядку Евангелической церкви Германии[14];
- Заместитель председателя Евангелическая рабочая группа ХДС/ХСС (с 1991 года);
- Член Фонда имени Конрада Аденауэра[15].